# 帕特雷城堡

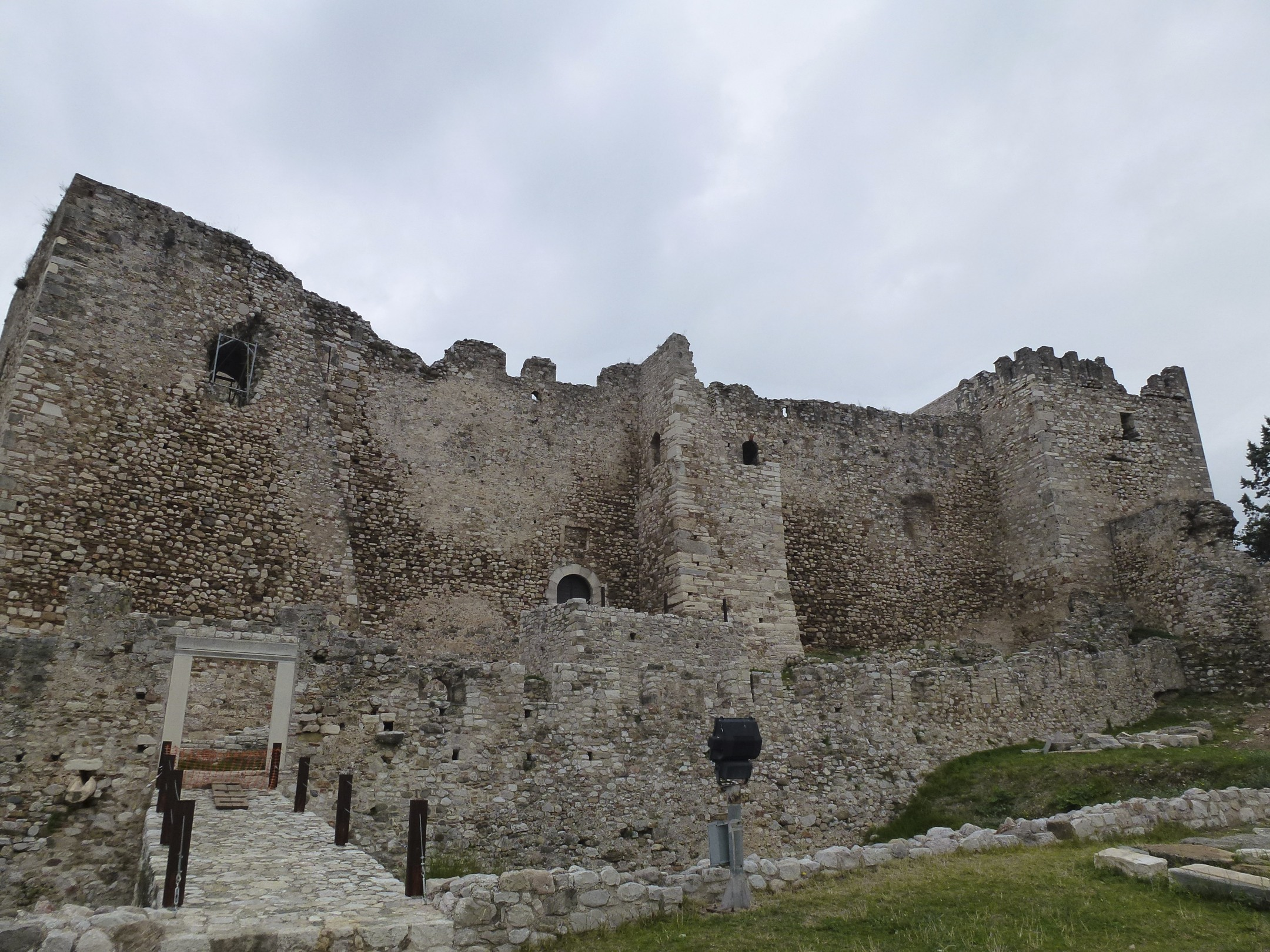

帕特雷城堡（希臘語：Κάστρο Πατρών）是希臘的一座城堡。這座城堡修建於6世紀中期，建在帕特雷古代衛城的遺址上。帕特雷城堡始建於拜占庭皇帝查士丁尼一世統治時期。

## 外部連結
- https://web.archive.org/web/20070927204223/http://patras2006.gr/el/modules/html/index.php?id=6
- Patras Fortress at the Ministry of Culture （页面存档备份，存于）

38°14′42″N 21°44′30″E / 38.2450°N 21.7418°E